# تنين صيني

تنين صيني

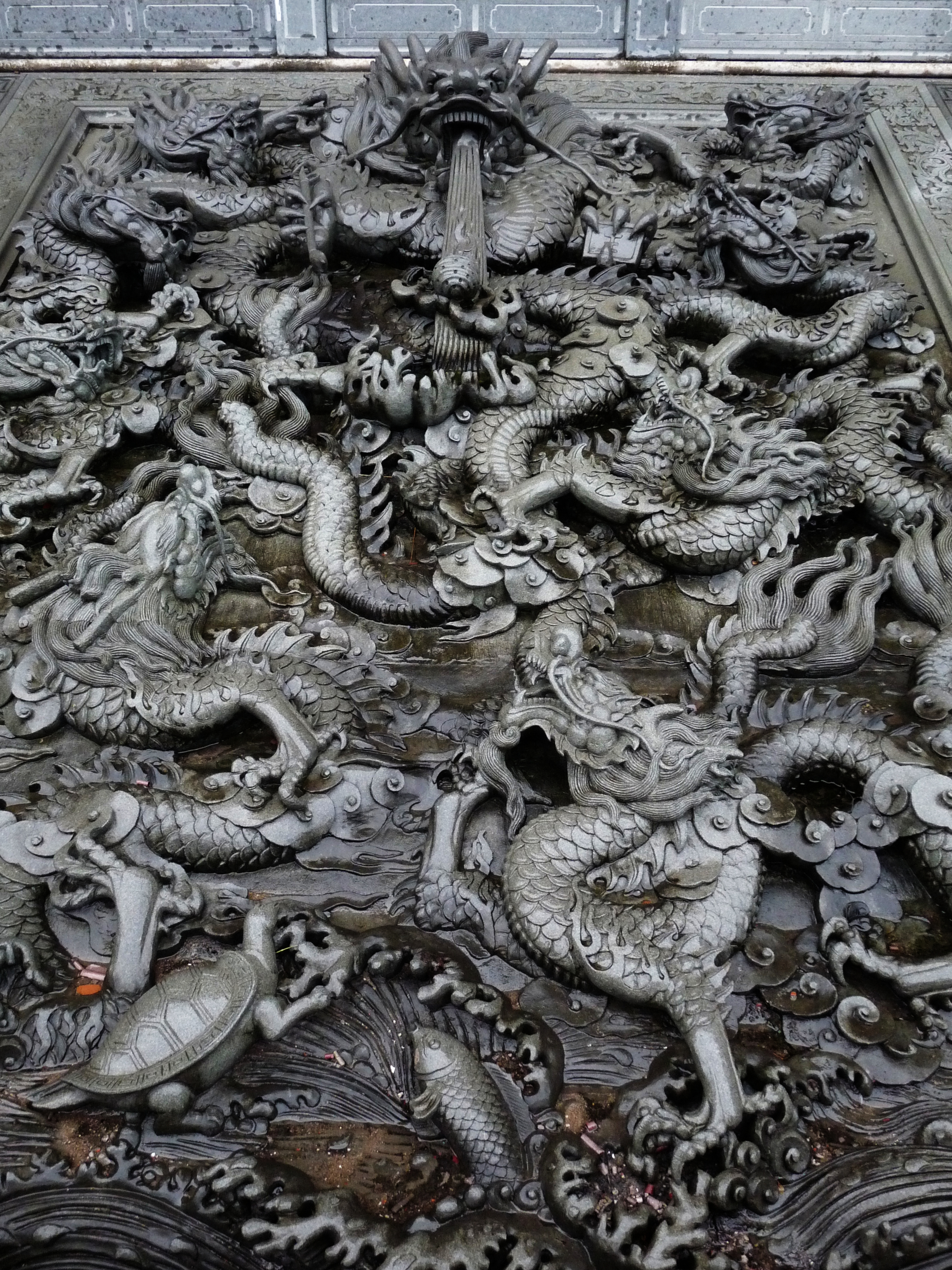
تنانين حجرية في معبد في مدينة فوتشو

علم سلالة تشينغ الحاكمة

التنين الصيني هو كائن أسطوري في الأساطير والفلكلور الصيني. يتم تصوير التنانين دائمًا في الفن الصيني في شكل كائنات طويلة أفعوانية ذات قشور بأربعة أرجل. وفي مصطلحات ين ويانغ (yin and yang)، التنين هو يانغ الذي يتمم ين فنغهوانغ («طائر الفونيكس الصيني»).
ترمز التنانين الصينية قديمًا إلى السلطان والقوة المبشّرة، وخصوصًا التحكم في المياه والأمطار والأعاصير والفيضانات. ويرمز التنين أيضًا إلى السلطان والقوة والحظ الطيب. واعتاد إمبراطور الصين استخدام التنين بهذا المعنى ليرمز إلى سلطاته الإمبراطورية وقوته البالغة.
تتم مقارنة الأشخاص المتميزين والنابهين بالتنين في اللغة الصينية اليومية، تتم مقارنة الأشخاص المتميزين والنابهين بالتنين، في حين يضاهون بين الأشخاص المفلسين بكائنات أخرى محتقرة منها الديدان. وهناك عدد لا بأس به من الأمثال والكنايات تذكر التنين ومنها على سبيل المثال: «يتمنى أن يصبح ابنه تنينًا» (望子成龍龍، أي يصبح مثل التنين).

## القيمة الرمزية
تاريخيًا، ارتبط التنين الصيني بإمبراطور الصين واستخدم رمزًا لتمثيل القوة الإمبراطورية. ادعى مؤسس سلالة هان ليو بانغ أن أمه حملت به بعد أن حلمت بتنين. خلال عهد سلالة تانغ، ارتدى الأباطرة أردية تحمل شعار التنين كرمز إمبراطوري، ويحتمل أن كبار المسؤولين مُنحوا أردية التنين. في عهد سلالة يوان، خُصص التنين ذو القرنين والخمسة مخالب لاستخدام ابن السماء أو الإمبراطور فقط، بينما استخدم الأمراء والنبلاء التنين ذو الأربعة مخالب. وبالمثل اقتصر التنين ذو الخمسة مخالب خلال عهد سلالتي مينغ وتشينغ، على الاستخدام الإمبراطوري حصرًا. وظهر التنين في عهد سلالة تشينغ على أول علم صيني وطني.
يستخدم التنين في الغرب أحيانًا كشعار وطني للصين، رغم عدم شيوع هذا الاستخدام في جمهورية الصين الشعبية أو جمهورية الصين. واستخدامه بدلًا من ذلك كرمز للثقافة. في هونغ كونغ، كان التنين أحد مكونات شعار النبالة تحت الحكم البريطاني. وأصبح لاحقًا سمة من سمات تصميم العلامة التجارية لهونغ كونغ، وهي رمز ترويجي حكومي.
يحمل التنين الصيني دلالات مختلفة تمامًا عن التنين الأوروبي – فالتنين في الثقافات الأوروبية، هو مخلوق ينفث النار ويحمل دلالات عدوانية، بينما يُعتبر التنين الصيني رمزًا روحيًا وثقافيًا يمثل الرخاء وحسن الحظ، بالإضافة إلى اعتباره إله المطر الذي يعزز الانسجام. يُذكر أن الحكومة الصينية قررت عدم استخدام التنين كتميمة رسمية للألعاب الأولمبية الصيفية 2008 بسبب الدلالات العدوانية التي يملكها التنين خارج الصين، واختاروا رموزًا أكثر «ودية» بدلًا منه.
يستخدم الصينيون أحيانًا مصطلح «أحفاد التنين» (بالصينية المبسطة: 龙的传人؛ بالصينية التقليدية: 龍的傳人) كعلامة للهوية الإثنية، كجزء من اتجاه بدأ في السبعينيات عندما بحثت جنسيات آسيوية مختلفة عن رموز حيوانية كتمثيلات لها، فكان يمكن للمغول مثلًا، استخدام الذئب لأنه يعتبر سلفهم الأسطوري.

## الرمز الوطني
كان التنين رمزًا للإمبراطور الصيني للعديد من السلالات الحاكمة. أثناء عهد سلالة تشينغ، ظهر تنين أزوري على العلم الوطني الصيني الأول. وظهر مرة أخرى على الشعار الوطني الصيني ذو الإثني عشر رمزًا، الذي استُخدم في جمهورية الصين، منذ عام 1913 حتى عام 1928.

## عبادة التنين

### الأصل
اعتبر الصينيون القدماء أنفسهم «آلهة التنين» إذ يُعتبر التنين الصيني زاحف متخيّل يمثل التطور من الأسلاف وطاقة تشي. يعود وجود التنانين في الحضارة الصينية إلى عدة آلاف السنين، فقد اكتُشف تمثال تنين يعود تاريخه إلى الألفية الخامسة قبل الميلاد من حضارة يانغشاو في خنان عام 1987، استُخرجت شارات رتب مصنوعة من اليشم في شكل ملتف من حضارة هونغشان نحو 4700-2900 قبل الميلاد. وتُعد منحوتات التنين الخنازير إحدى أقدم القطع الأثرية للتنين من حضارة هونغشان.
لعب شكل التنين أو الثعبان الملتف دورًا مهمًا في الحضارة الصينية المبكرة. كان لحرف كلمة «التنين» في الكتابة الصينية الأولى شكلًا ملفوفًا يشابه تميمة تنين اليشم اللاحقة من عصر سلالة شانغ.
أشار الصينيون القدماء إلى عظام الديناصورات المكتشفة على أنها عظام التنين ووثقوها على هذا النحو. فمثلًا، وثق تشانغ تشو في عام 300 قبل الميلاد اكتشاف «عظام التنين» في سيتشوان. يُكتب الاسم الصيني الحديث للديناصورات 恐龍؛ 恐龙؛ kǒnglóng («تنين الرعب»)، اكتشف القرويون في وسط الصين منذ فترة طويلة «عظام التنين» المتحجرة لاستخدامها في الأدوية التقليدية، وهي ممارسة مستمرة حتى يومنا.
يعني الاسم الثنائي لمجموعة الديناصورات المتنوعة المكتشفة في الصين، ماي لونغ، بالصينية (寐 mèi و龙 lóng) «التنين النائم». عُثر على بقايا متحجرة من ماي لونغ في الصين في شكل نائم وملتف، يتألف من ديناصور يحتضن خطمته تحت أحد أطرافه الأمامية بينما يلف ذيله حول جسمه بالكامل.

### المخلوق الأسطوري
تطور التنين الصيني من أصوله كطوطم أو تصويره المنمق كمخلوق طبيعي، ليصبح حيوانًا أسطوريًا. سجل عالم سلالة هان وانغ فو الأساطير الصينية التي تقول إن التنانين الطويلة امتلكت تسعة تشابهات تشريحية. 
يرسم الناس شكل التنين برأس حصان وذيل ثعبان. بالإضافة إلى هذا، توجد تعبيرات مثل «المفاصل الثلاثة» و«التشابهات التسعة» (للتنين)، كالتالي: من الرأس إلى الكتف، من الكتف إلى الصدر، من الصدر إلى الذيل. هذه هي مواضع المفاصل. أما بالنسبة للتشابهات التسعة فهي التالية: تشبه قرونه قرون آيل، ورأسه رأس جمل، وعيناه عيني شيطان، وعنقه عنق ثعبان، وبطنه بطن محار (شين، 蜃)، وحراشفه خراشف شَبوط، ومخالبه مخالب نسر، وأخمصه أخمص نمر، وأذناه أذني بقرة. ويوجد على رأسه شيء أشبه ببروز واسع (كتلة كبيرة)، يسمى [شيمو] (尺 木). إذا لم يملك التنين [شيمو]، فإنه لا يستطيع الصعود إلى السماء.
تعطي مصادر أخرى قوائم مختلفة للتشابهات الحيوانية التسعة. يسرد عالم الجيولوجيا هنري دوريه هذه الخصائص لتنين أصيل: «قرنا آيل. رأس تمساح. عينا شيطان. رقبة ثعبان. أحشاء سلحفاة. مخالب صقر. كف نمر. أذنا بقرة. ويسمع من خلال قرونه، وتحرم أذناه من القدرة على السمع.» ويشير إلى أنه «يقول آخرون إن يملك عينا أرنب، وبطن ضفدع، وحراشف شبوط». وبالمثل يُجمع تشريح المخلوقات الأسطورية الأخرى، بما في ذلك الكمير المانتيكور، من الحيوانات الشرسة.
اعتبرت التنانين الصينية مختصة جسديًا. فمن أصل 117 حرشف، اتسم 81 منها بجوهر اليانغ (إيجابي) و36 بجوهر اليين (سلبي). في البداية، كان التنين خيرًا وحكيمًا وعادلًا، لكن قدم البوذيون مفهوم التأثير الخبيث لبعض التنانين. فقالوا، فإن بعض التنين قد تدمر عن طريق الفيضانات وموجات المد والعواصف. وأشاروا إلى أنه يعتقد أن بعض أسوأ الفيضانات كانت نتيجة لإزعاج بشري لتنين.
تُظهر العديد من صور التنين الصيني لؤلؤة مشتعلة تحت ذقنها أو في مخالبها. ترتبط اللؤلؤة بالطاقة الروحية، أو الحكمة، أو الرخاء، أو السلطة، أو الخلود، أو الرعد أو القمر. يصور الفن الصيني غالبًا زوجًا من التنانين يلاحقان، أو يتشاجران على، اللؤلؤة المشتعلة.
يُصور التنين الصيني أحيانًا بأجنحة تشبه أجنحة الخفافيش تنمو من الأطراف الأمامية، ولكن معظمها لا يملك أجنحة، لأن قدرتها على الطيران (والتحكم بالأمطار/المياه، وما إلى ذلك) غامضة ولا تُرى كنتيجة لصفاتها الجسدية.
يتفق هذا الوصف مع الصور الفنية للتنين حتى يومنا هذا. اكتسبت التنين أيضًا مجموعة غير محدودة تقريبًا من القوى الخارقة. وقيل إنه قادر على إخفاء نفسه على شكل دودة قز، أو على أن يصبح بحجم عالمنا بأكمله. يمكنه الطيران بين الغيوم أو الاختباء في الماء (وفقًا غوانزي). ويمكنه تشكيل الغيوم، والتحول إلى ماء، وتغير لونه كقدرة على الاندماج مع محيطه، كشكل فعال للتمويه أو للتوهج في الظلام (وفقًا لشواوين جيتزي).
تتحدث الحكايات الشعبية في العديد من البلدان الأخرى، عن تنين يملك جميع سمات مخلوقات البروج الإثني عشر، ويشمل هذا شوارب الجرذ، ووجه وقرون الثور، ومخالب وأسنان النمر، وبطن الأرنب، وجسد الأفعى، وأرجل الحصان، وعثنون (سكسوكة) الماعز، وذكاء القرد، وعرف الديك، وأذني الكلب وخطم الخنزير.
لدى بعض الجماعات، يجلب تصوير التنين متجهًا نحو أسفل الحظ السيئ، إذ يعتبر أنه من غير المحترم وضع تنين بطريقة لا يمكنه فيها الصعود إلى السماء. أيضًا، تنتشر صور التنين في الوشوم لأنه رمز للقوة والسلطة، وخاصة المنظمات الإجرامية إذ يحمل التنين معنى كلٌ لوحده . وهكذا، يعتقد أن المرء يجب أن يكون شرسًا وقويًا كافيةً، ليكتسب الحق في وضع التنين على جلده، لئلا تستهلك التنانين حظه.
وفقًا للمؤرخ الفني جون بوردمان، يُرجح أن صور التنين الصيني والماكارا الهندي قد تأثرت بكيتوس في الأساطير اليونانية، بعد الاتصال بصور كيتوس من طريق الحرير على الأرجح، إذ بدا التنين الصيني أكثر شبهًا للزواحف ثم تحول لاحقًا إلى شكل ذي رأس

## معرض صور

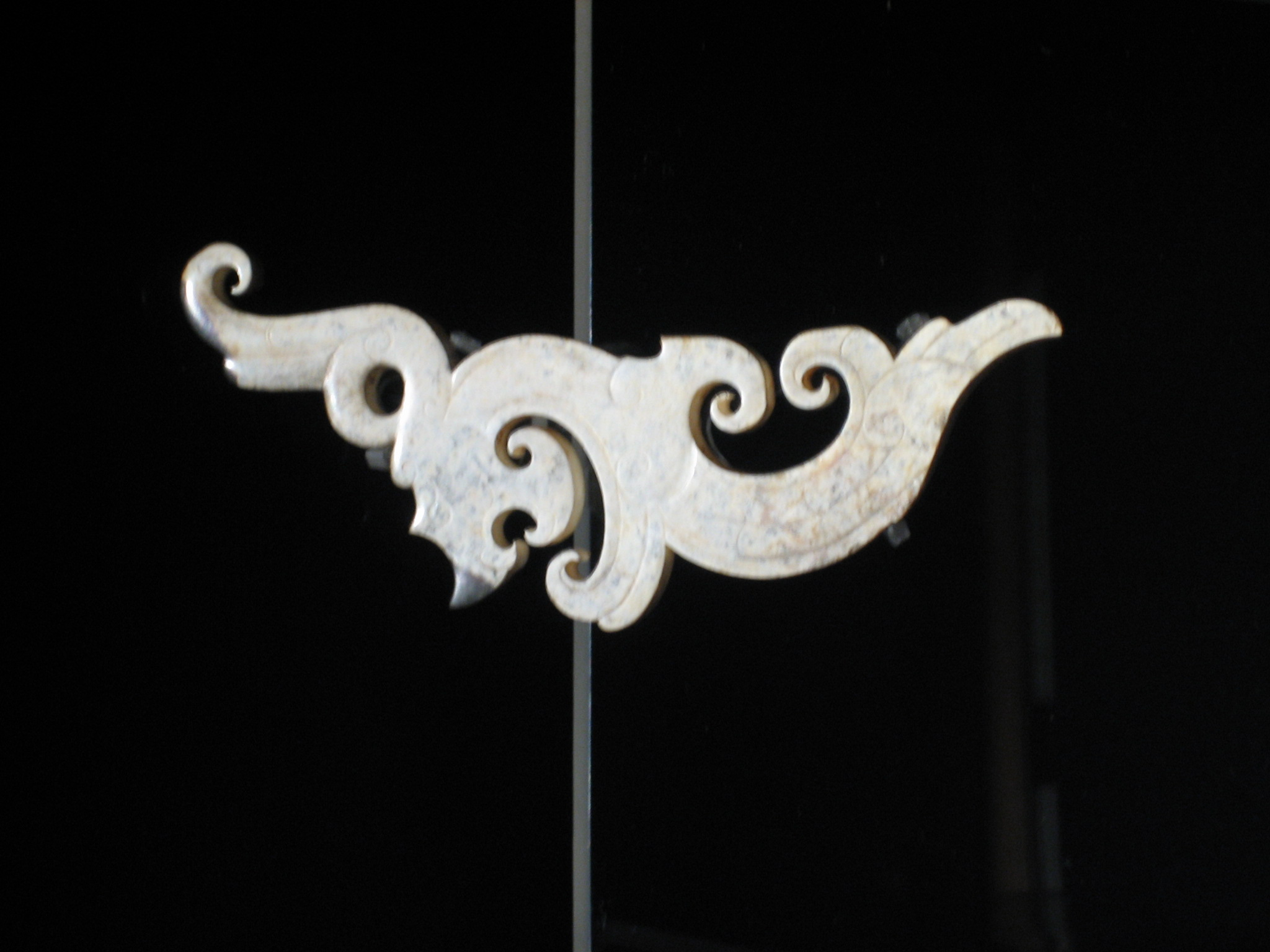
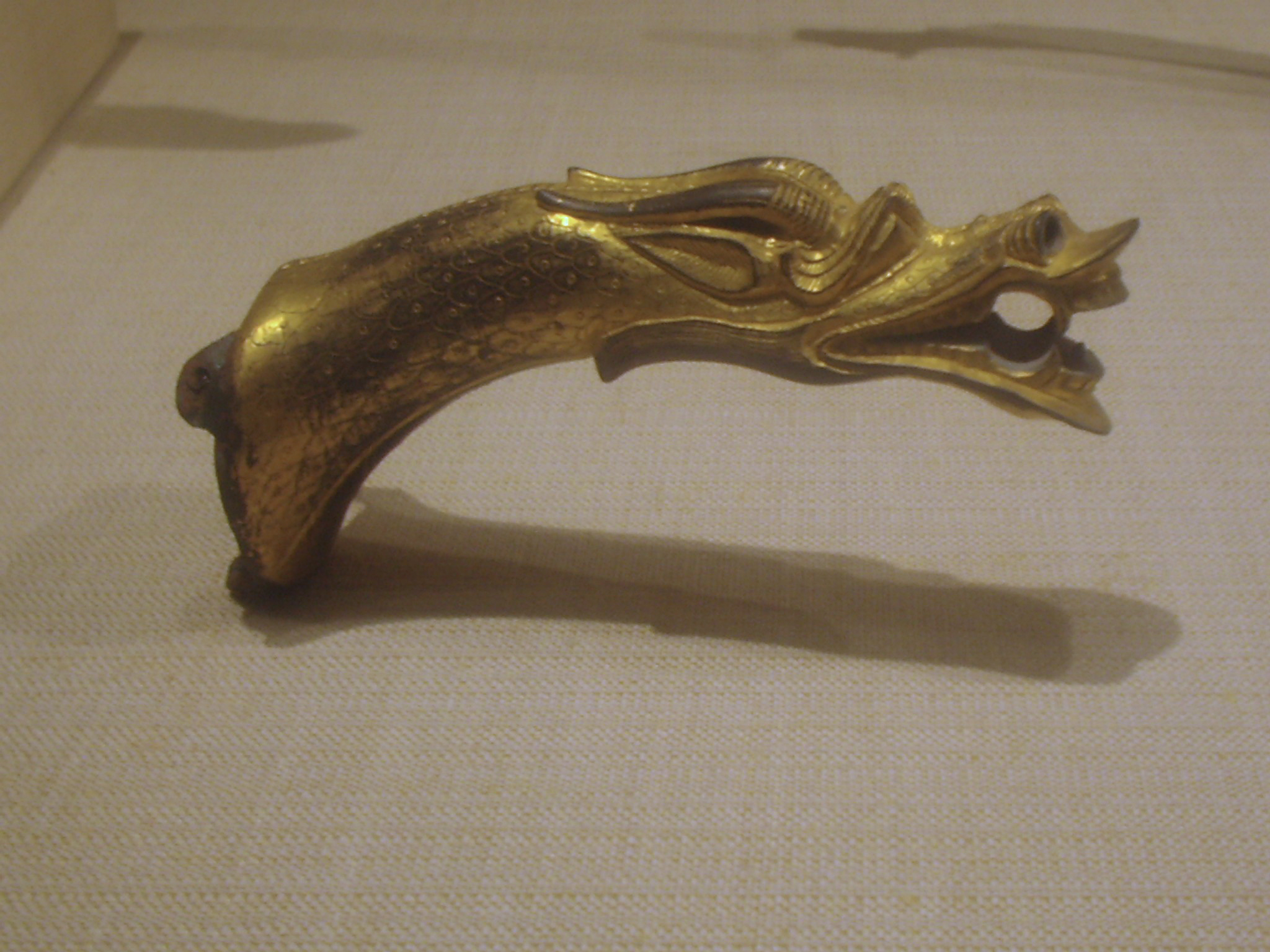
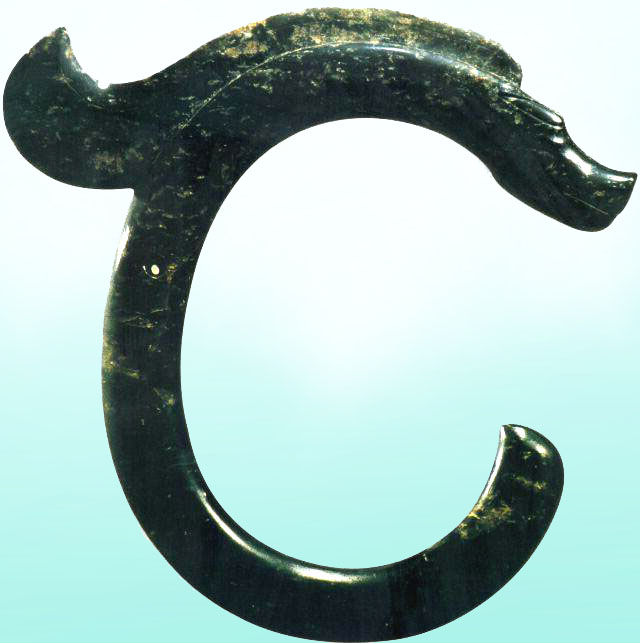

## وصلات خارجية
- 杨静荣 (Yang Jirong)؛ 刘志雄 (Liu Zhixiong) (2008)، 龙之源 (The Origin of the Dragon)، 中国书店، ISBN:7-80663-551-3، مؤرشف من الأصل في 2019-05-10
- Dragon Articles, Crystal Dragon of Taiwan, cdot.org
- Dragons in Ancient China, China the Beautiful, chinapage.com
- Eastern Dragon Overview, The Circle of the Dragon, blackdrago.com
- Forbidden City Dragon Wall panography, world-heritage-tour.org
- The Chinese Dragon, everythingdragons.com
- 龙生九子 نسخة محفوظة 26 مايو 2013 على موقع واي باك مشين., The Dragon's 9 Children (بالصينية), jsdj.com
- Nine Sons of the Dragon